# Норт-Поул (Нью-Йорк)
Норт-Поул (англ. North Pole) — невелике село, що входить до складу міста Вілмінгтон (округ Ессекс, штат Нью-Йорк). Лежить у горах Адірондак. Відоме завдяки розміщеній там «майстерні Санта-Клауса».

## Географічна характеристика
Норт-Поул розташований на півночі округу Ессекс, в парку Адірондак, поряд з найвищою горою цієї системи — Вайтфейс. Відстань від села до Лейк-Плесіда — 19 км, до Платтсбурга — 48 км.
Цікаво, що селище радять відвідати любителям «білого Різдва» (тобто з рясним снігом), оскільки метеорологи зафіксували, що в цій місцевості шанс снігопаду дорівнює 96 %.

## Демографічні дані
2000 року Бюро перепису населення США не збирало даних про населення саме цього поселення, включивши його до великого регіону разом з Лейк-Плесідом. За цими загальними даними в регіоні проживає 8098 осіб, з них 1444 — неповнолітні, 1072 — старші від 65 років, 10,7 % населення — афроамериканці, а 87 % належать до європеоїдної раси.
У селі немає банку, школи, бібліотеки, пожежної станції та поліцейської дільниці. Багато місцевих бізнесменів закрили свою справу. Навіть поштові пункти працюють за сезонами.

## Засоби масової інформації
WPTZ (П'ятий канал) — філія NBC за ліцензією належить селищу від 1954 року. Прооте, Федеральна комісія зі зв'язку США розглядає петицію, щоб передати його Платтсбургу через згасання популяції Норт-Поула та його малий розмір.

## Туризм

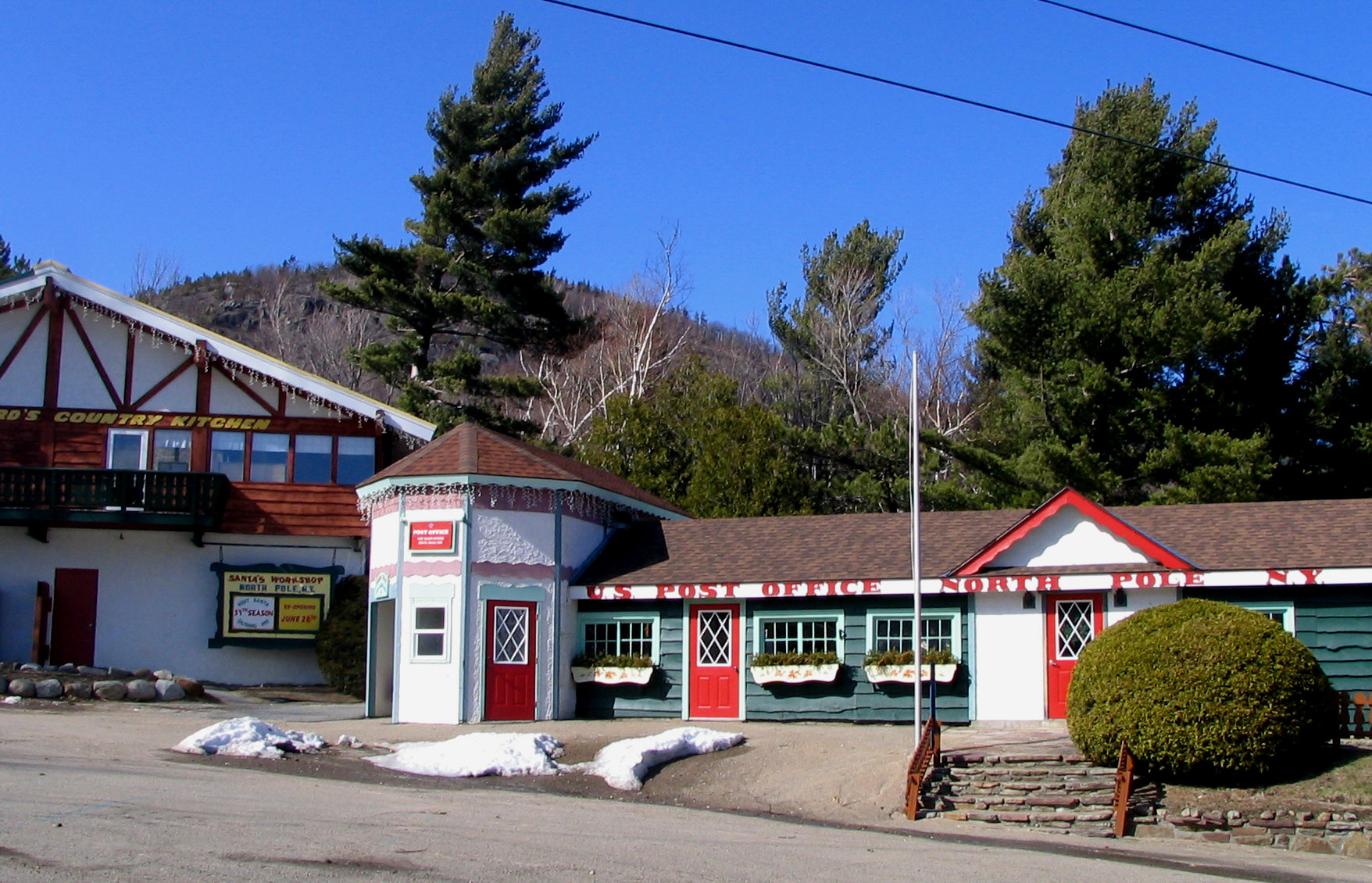
Майстерня Санта Клауса

Головною пам'яткою селища є майстерня Санта-Клауса — найстаріший американський парк розваг. Саме сюди стікаються туристи з дітьми, починаючи від середини червня, щоб побачити чарівника з його оленями. Тут працює і особлива різдвяна пошта Санти (індекс 12997), яка дозволяє надіслати вітання зі святом.
Майстерня з'явилася в липні 1949 року. Костюмовані персонажі, невеликий звіринець та механічний заморожувач зробили робоче місце Санти дуже прогресивним для того часу. Спочатку майстерню збудував бізнесмен з Лейк-Плесіда, маленька дочка якого дуже хотіла побувати в будинку Санта-Клауса. Йому допоміг місцевий дизайнер та художник, відомий тим, що раніше відтворив німецьке село в Аризоні для тренування американських солдатів за часів Другої світової війни.
Нині з майстернею Санти пов'язані різні атракціони, серед яких карусель з оленями і різдвяна ялинка, що «розмовляє».